# Hana - L'inaccessibile
Hana - L'inaccessibile (高嶺のハナさん?, Takane no Hana-san) è un manga scritto e disegnato da Kōji Murata, edito sulla rivista Manga Goraku di Nihon Bungeisha dal 2019; in Italia i diritti sono stati acquistati dalla Hikari, che  ne ha iniziato la pubblicazione nel 2022. Dall'opera è stata tratta una serie televisiva con Rika Izumi, trasmessa su TV Tokyo dall'aprile 2021.

## Trama
Hana Takamine è una office lady di ventisette anni, la quale apparentemente ha un carattere glaciale e pensa soltanto alla carriera; in realtà la giovane ha una cotta segreta per un suo collega timido, imbranato e gentile, di nome Tsuyoshi Yowaki. Nonostante questo, Hana non riesce a esprimere ciò che prova, e anzi – essendo il suo superiore – finisce per rimproverare numerose volte il ragazzo, tanto da autoconvincersi che lui ormai la detesti e si sia innamorato di Ichigo Amai, una ragazza dai modi di fare estremamente gentili, la quale segretamente detesta Hana e cerca di farla licenziare. Anche Tsuyoshi è innamorato di Hana, tuttavia crede che a lei piacciano uomini dal carattere diametralmente opposto al suo, come quello dell'amico Genki Sarada, deciso e dai modi di fare affascinanti. Le vicende dei quattro colleghi finiscono così per intrecciarsi completamente – seppur per motivi diversi – mentre Hana e Tsuyoshi hanno con il tempo modo di approfondire il loro rapporto e districare il gigantesco equivoco.

## Manga

### Volumi
| 1  | 29 luglio 2019 | ISBN 978-4-537-13951-8 | 23 novembre 2022 | ISBN 978-88-7182-260-0 |
| 1  | Capitoli - 1. Una donna in carriera senza eguali - 2. Pranzo al sacco - 3. Vestiti carini - 4. La presentazione - 5. Dolci amanti - 6. L'ora del tè - 7. Charada - 8. Christmas Date! - 9. La bella Hana - 10. La bella Ichigo - 11. Ciò che mi piace di lui - 12. Buon San Valentino - 13. I sentimenti di Charada - 14. Un'illusione per due - 15. Hanami - 16. L'ispezione - 17. La casa degli orrori - 18. Il post-ispezione - 19. Japanese Sweets Project - 20. Confessione - Bonus. L'inaccessibile, piccola Hana |                        |                  |                        |
| 2  | 27 aprile 2020 | ISBN 978-4-537-14236-5 | 10 maggio 2023   | ISBN 978-88-7182-279-2 |
| 3  | 17 settembre 2020 | ISBN 978-4-537-14282-2 | 22 giugno 2023   | ISBN 978-88-7182-317-1 |
| 4  | 8 aprile 2021 | ISBN 978-4-537-14360-7 | 24 luglio 2023   | ISBN 978-88-7182-338-6 |
| 5  | 9 settembre 2021 | ISBN 978-4-537-14406-2 | 14 febbraio 2024 | ISBN 978-88-7182-357-7 |
| 6  | 28 febbraio 2022 | ISBN 978-4-537-14469-7 | 15 maggio 2024   | ISBN 978-88-7182-372-0 |
| 7  | 8 settembre 2022 | ISBN 978-4-537-14543-4 | 28 marzo 2025    | ISBN 978-88-7182-385-0 |
| 8  | 27 febbraio 2023 | ISBN 978-4-537-14610-3 | 2025             | ISBN 978-88-7182-399-7 |
| 9  | 29 agosto 2023 | ISBN 978-4-537-14688-2 | 2025             | ISBN 978-88-7182-429-1 |
| 10 | 29 marzo 2024 | ISBN 978-4-537-14792-6 | —                | —                      |
| 11 | 19 ottobre 2024 | ISBN 978-4-537-14907-4 | —                | —                      |
| 12 | 9 maggio 2025 | ISBN 978-4-537-17230-0 | —                | —                      |